# Parisienne (Küche)
Als Parisienne bzw. à la parisienne bezeichnet man in der klassischen französischen Küche eine Relevé-Garnitur bestehend aus Kartoffelkroketten und Artischockenböden, die gefüllt sind mit einer Julienne aus Champignons, Pökelzunge und Trüffel.
Parisienne nennt man aber auch Gemüse, die wie z. B. die pommes parisiennes mit dem so genannten Pariser Messer, einem Ausstecher mit halbkugelförmiger Kelle, zu Perlen ausgestochen wurden.